# Hima Adamou
Hima Adamou (* 1933 oder 1936 in Dosso; † 28. Juli 2017 in Niamey; genannt Dama-Dama) war ein nigrischer Journalist, Schauspieler und Dramatiker.

## Leben
Hima Adamou besuchte in den Jahren 1942 bis 1949 die Grundschule in seiner Geburtsstadt Dosso und anschließend bis 1953 das Lehrerseminar Tahoua. Er arbeitete von 1954 bis 1957 als Sekretär in der damals noch französischen Militärverwaltung in der nigrischen Hauptstadt Niamey. Im Jahr 1958 wurde er Sekretär des Leiters der staatlichen Finanzverwaltung in Niamey.
Als im Jahr 1958 mit Radio Niger in Niamey das erste Hörfunkprogramm im Land entstand, wurde Hima Adamou dessen erster aus Niger stammender Mitarbeiter. Dort wirkte er als Moderator, als Leiter der Produktionsabteilung und später als Programmdirektor. Er führte 1962 Hörfunkübertragungen von Theaterstücken ein, zunächst in der Sprache Zarma aus Niamey, bald auch in der Sprache Hausa aus Zinder. Der Sender unterhielt zu diesem Zweck in beiden Städten eigene Theaterensembles. In Zinder zählte die Schauspielerin Hadjia Délou zu deren bekanntesten Mitgliedern. In Niamey gehörte Hima Adamou selbst dazu, der nicht nur die Übertragungen produzierte, sondern auch selbst mitspielte und Stücke schrieb. Die Theatersendungen waren außerordentlich erfolgreich. Später wurden auch Schauspieler anderer Theatergruppen dank der Übertragungen zu nationalen Berühmtheiten, beispielsweise Yazi Dogo und Oumarou Neïno von der Truppe des Centre Culturel Oumarou Ganda. Hima Adamous erstes Theaterstück im Jahr 1962, La Congolaise, handelte von einem Mechaniker, der zum Trinker geworden war. Bis 1978 schuf Adamou geschätzt 700 Dramen für Hörfunkübertragungen.
Im Jahr 1965 war er der Hauptinitiator bei der Gründung des Nigrischen Roten Kreuzes. Er machte von 1966 bis 1967 eine Ausbildung für audiovisuelle Produktionen in Paris. Radio Niger ging 1967 in der neugegründeten staatlichen Rundfunkanstalt Office de Radiodiffusion et Télévision du Niger (ORTN) auf. Adamou wurde stellvertretender Generaldirektor des ORTN. Ende der 1960er Jahre arbeitete er außerdem dem Gelehrten Boubou Hama zu, der damals Parteivorsitzender der regierenden Nigrischen Fortschrittspartei war. Er hatte Boubou Hama mit immer neuen Zarma-Sprichwörtern und traditionellen Erzählungen zu beliefern. Nach der Einführung eines regulären Fernsehprogramms wurde die Theatersendung vom Hörfunk ins Fernsehen transferiert und lief dort ebenfalls mit großem Erfolg. Dafür schuf Adamou an die zwanzig Theaterstücke. In der Führungsriege des ORTN wurde er Programmdirektor für das Fernsehen. Eine Zeit lang war er Konsul Nigers in Kano im Nachbarland Nigeria.
Hima Adamou wurde im Mai 2017 mit dem Titel Zaroumeye ein „Kriegsherr“ am Hofstaat des Sultans von Dosso. Dieses Amt hatte bereits sein Vater ausgeübt. Er starb wenige Monate später in Niamey.

## Werke (Auswahl)
Für Hörfunkaufzeichnungen:
- La Congolaise
- Madar
- El Hadji Garo
- Wanzan
- Maïgari
- Ize
- Maïmoto
- Kimba Kaïna
- Zimboni
- Alfa Tira
- Zamo
- Yamaïzo

Für Fernsehaufzeichnungen:
- Mouskourou Baba
- El Hadji Kadiango
- Alborkiré
- Zanka Baba
- Robert
- Té Bonsé
- Chef Koutoukouli[3]

## Ehrungen
- Großkreuz des Nationalordens Nigers
- Ritterkreuz des Verdienstordens Nigers
- Medaille des Ordens der akademischen Palmen
- Medaille des Roten Kreuzes[1]